# Polyplectana
Genre
Polyplectana est un genre de concombres de mer de la famille des Synaptidae. 

## Description et caractéristiques
Ce sont des holothuries synaptides classiques, avec un corps serpentiforme rétractile formant comme des anneaux boudinés, et un plumet de tentacules pinnés autour de la bouche. Ils sont en général nocturnes, et de couleur unie (souvent rougeâtre). 
Dans ce genre, presque toutes les espèces sont de couleur unie (généralement brun-rouge sombre), et nocturnes. Elles sont reconnaissables à leurs 15 à 25 tentacules buccaux (contre 10-15 dans les autres genres de la famille).

## Liste des espèces
Selon World Register of Marine Species (7 juillet 2014) :
- Polyplectana galatheae Heding, 1928 -- Pacifique insulaire
- Polyplectana grisea (Heding, 1931)
- Polyplectana kallipeplos Sluiter, 1887 -- Indonésie et Australie du Bord
- Polyplectana kefersteinii (Selenka, 1867) -- Indo-Pacifique
- Polyplectana longogranula Heding, 1928 -- Indo-Pacifique
- Polyplectana lumbricoides (Eschscholtz, 1829)
- Polyplectana nigra (Semper, 1867) -- Pacifique ouest
- Polyplectana oculata Heding, 1928 -- Panama (Pacifique)
- Polyplectana samoae Heding, 1928 -- îles Samoa
- Polyplectana sluiteri Heding, 1928
- Polyplectana tahitiensis Heding, 1928 -- Polynésie
- Polyplectana unispicula Heding, 1931 -- Polynésie
- Polyplectana zamboangae Heding, 1928

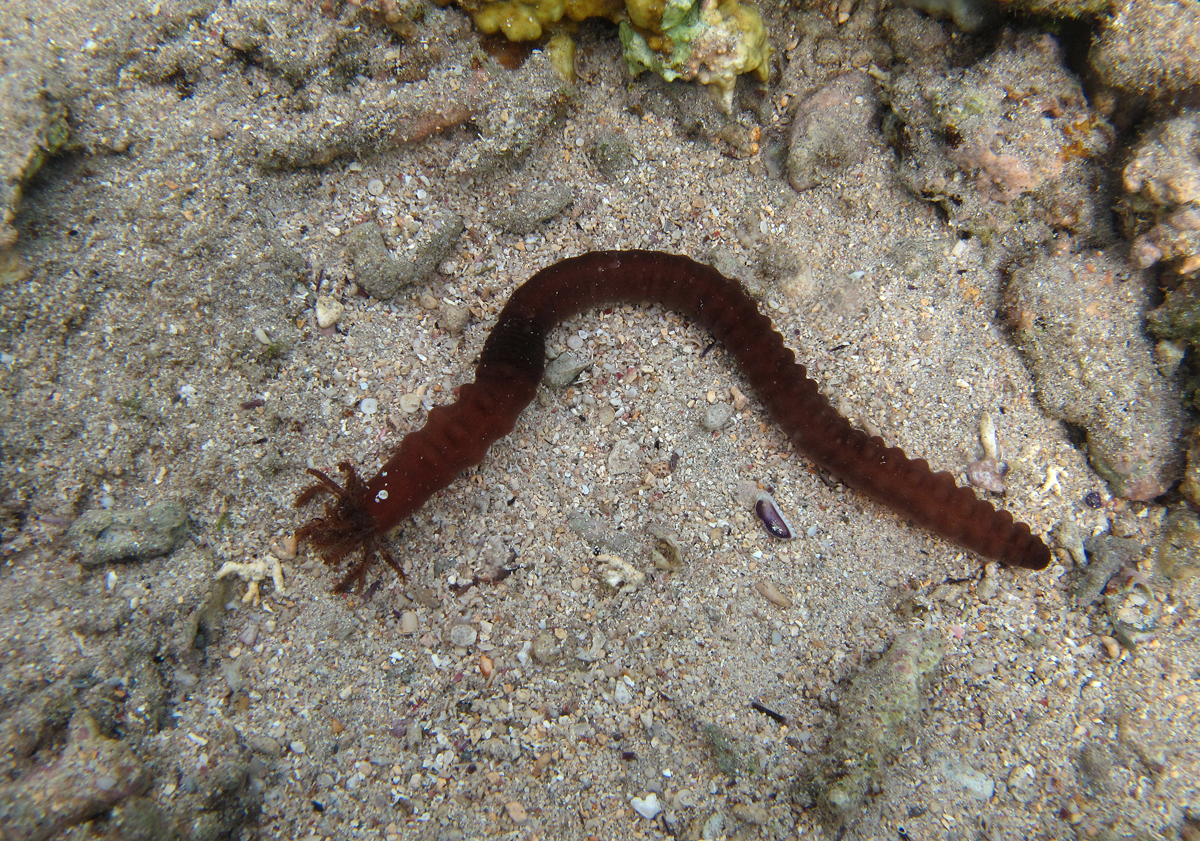
Polyplectana kefersteinii.
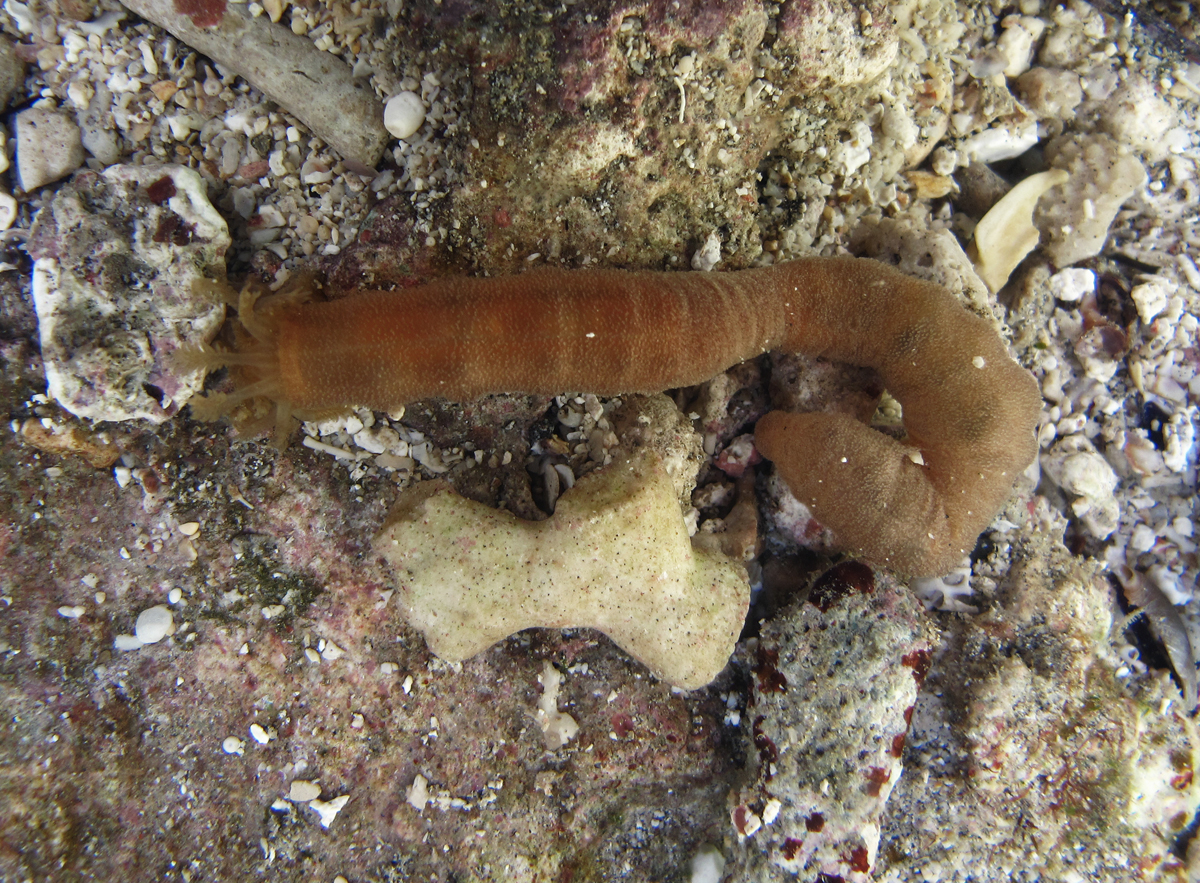
Polyplectana sp.
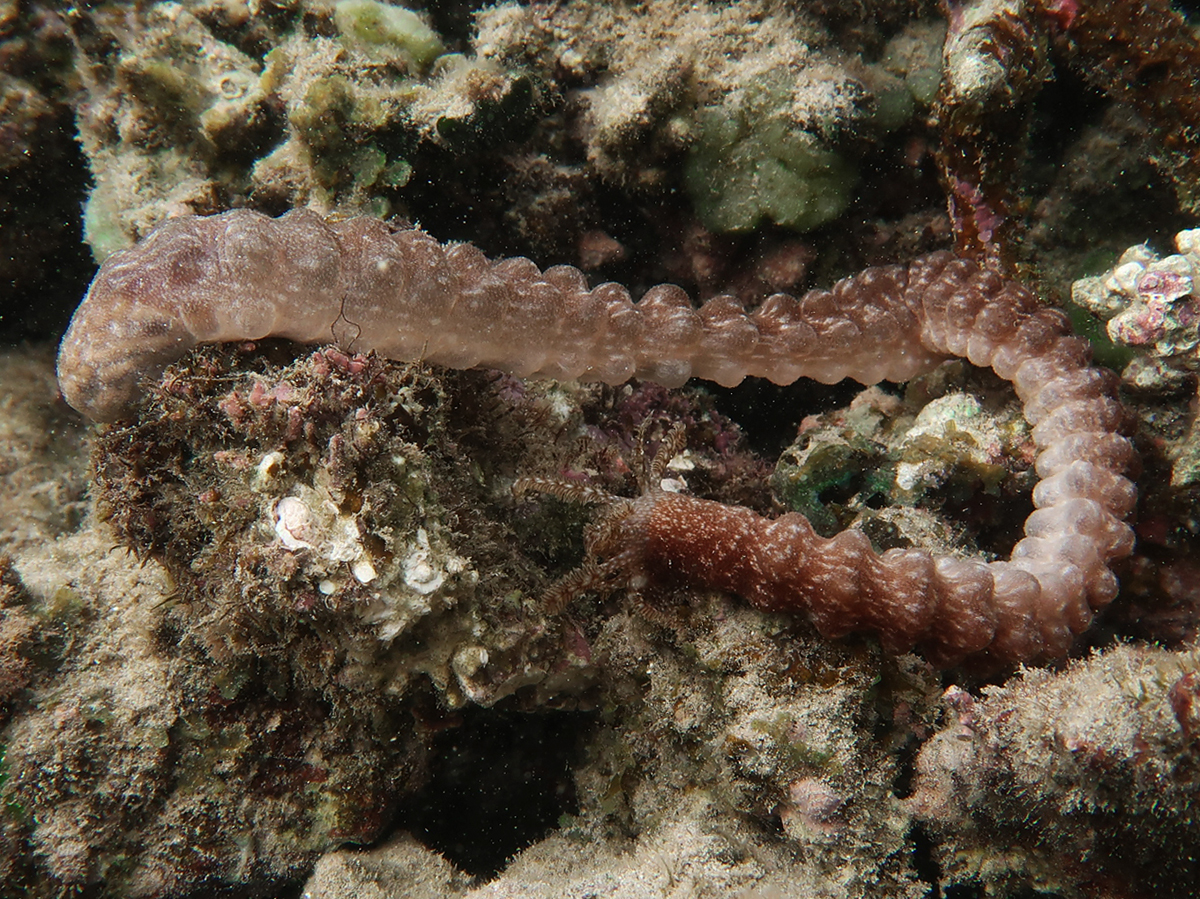
Polyplectana sp.